# عوز مناعي شائع متغير
العوز المناعي الشائع المتغير هو اضطراب مناعي يتميز بعدوى متكررة ومستويات منخفضة من المضادات الحيوية، وخاصة الأنواع «آي جي جي»، و«آي جي إم» و«آي جي إيه» من الغلوبولين المناعي (آي جي). تشمل الأعراض بشكل عام قابلية التعرض العالية لغزو الأجسام الأجنبية، والمرض الرئوي المزمن وعدوى القناة الهضمية والتهابها. مع ذلك، تختلف الأعراض بشكل كبير من شخص لآخر. تشير صفة «المتغير» إلى المظاهر السريرية المتغايرة للاضطراب، التي تشمل العدوى البكتيرية المتكررة، وزيادة خطر الإصابة بالمرض المناعي واللمفوما بالإضافة إلى الأمراض الهضمية. يُعد «سي في آي دي» مرضًا مستمرًا طوال الحياة.
لم يُفهم السبب الكامن خلف «سي في آي دي» بشكل جيد بعد. يُعتبر حذف الجينات المسؤولة عن تشفير بروتينات سطح الخلية ومستقبلات السيتوكين، مثل «سي دي 19»، و«سي دي 20» و«سي دي 21» أحد الأسباب المحتملة. يحدث الحذف عند حدوث طفرة تؤدي إلى فقد جزء من الكروموسوم خلال تنسخ الدنا الذي قد يشمل جينات عدة أو أقل كزوج قاعدة مفرد. بالإضافة إلى ذلك، يتميز المرض بخلل الخلايا التائية، أي انخفاض القدرة التكاثرية. يصعب تشخيص المرض، إذ يستغرق 6-7 سنوات بعد بدئه. يُصنف «سي في آي دي» من أمراض نقص المناعة الأولي.
تُعد خيارات العلاج محدودة، وعادةً ما تشمل المعالجة التعويضية بالغلوبولينات المناعية طوال الحياة. يُعتقد أن لهذه المعالجة دور مساعد في انخفاض حالات العدوى البكتيرية. لا يُعتبر هذا العلاج فعالًا بالكامل، إذ يختبر العديد من المصابين أعراضًا أخرى مثل الأمراض الرئوية والأعراض الالتهابية غير المرتبطة بالعدوى.
شُخص «سي في آي دي» لأول مرة منذ 60 عام مضى، منذ ذلك الحين، ظهر المرض كفئة سائدة من عيوب الأضداد الأولية. يُشخص المرض قياسيًا من خلال مستويات «آي جي جي» و«آي جي إيه» التي تظهر انحرافين قياسيين أقل من المستوى الطبيعي، مع عدم وجود سبب آخر وراء نقص غاما غلوبولين الدم، مستوى منخفض بشكل شاذ من الغلوبولين المناعي في الدم. تتراوح الإصابة بالمرض بين 1 لكل 25,000 شخص و1 لكل 50,000 شخص حول العالم.

## العلامات والأعراض
تختلف أعراض «سي في آي دي» من مصاب لآخر. تتمثل سماته الرئيسية في نقص غاما غلوبولين الدم والعدوى المتكررة. يظهر نقص غاما غلوبولين الدم على هيئة انخفاض كبير في مستويات أضداد «آي جي جي»، عادةً بالترافق مع أضداد «آي جي إيه»؛ تنخفض أضداد «آي جي إم» بدورها لدى نصف المصابين. تنتج العدوى بشكل مباشر عن انخفاض مستويات الأضداد في الدوران، التي تضعف قدرتها على الحماية ضد العوامل الممرضة. تشمل المكروبات المسببة للعدوى المتكررة في «سي في آي دي» كلًا من المستدمية النزلية، والمكورة الرئوية والمكورة العنقودية الذهبية. تشمل العوامل الممرضة المعزولة بشكل أقل من المصابين كلًا من النيسرية السحائية، والزائفة الزنجارية والجياردية المعوية. تصيب العدوى غالبًا الجهاز التنفسي (الأنف، والجيوب، والقصبات والرئتين) والأذنين؛ يمكن حدوثها أيضًا في مناطق أخرى، مثل العينين والجلد والقناة الهضمية. تستجيب هذه العدوى للمضادات الحيوية إلا أنها عرضة للنكس عند إيقاف المضادات الحيوية. قد يتطور توسع القصبات عند إهمال معالجة حالات العدوى الرئوية المتكررة.
بالإضافة إلى العدوى، قد يطور المصابون العديد من المضاعفات، يشمل ذلك:
- التظاهرات المناعية الذاتية، مثل فقر الدم الخبيث، وفقر الدم الانحلالي بالمناعة الذاتية (إيه إتش إيه)، وفرفرية قليلة الصفيحات مجهولة السبب (آي تي بّي)، والصدفية، والبهاق، والتهاب المفاصل الروماتويدي، وقصور الدرقية الأولي والتهاب المعدة الضموري. تمثل المناعة الذاتية النوع الرئيسي من المضاعفات المشاهدة لدى المصابين بالعوز المناعي الشائع المتغير، إذ تظهر في أحد أشكالها لدى ما يصل إلى 50% من الأفراد؛
- الخباثات، على وجه التحديد اللمفوما اللاهودجكينية وسرطان المعدة؛
- الاعتلال المعوي، الذي يظهر كتبلد في الزغابات المعوية والتهابها، وعادةً ما يترافق مع أعراض مثل تقلصات البطن، والإسهال، والإمساك وفي بعض الحالات سوء الامتصاص وخسارة الوزن. تتشابه أعراض الاعتلال المعوي في «سي في آي دي» مع أعراض الداء البطني، إلا أنها لا تستجيب للنظام الغذائي الخالي من الغلوتين. يجب استبعاد الأسباب المعدية قبل تشخيص الاعتلال المعوي، إذ تزداد قابلية الإصابة بالعدوى المعوية، مثل الجياردية المعوية، لدى المصابين بالعوز المناعي الشائع المتغير.
- الارتشاح اللمفاوي النسيجي، الذي قد يسبب تضخم العقد اللمفية، والطحال والكبد، الإضافة إلى تشكل الورم الحبيبي. يُعرف هذا في الرئة باسم المرض الرئوي الخلالي الحبيبي اللمفي.

قد يتطور القلق أو الاكتئاب كنتيجة للتعامل مع هذه الأعراض.
يشكو مرضى «سي في آي دي» بشكل عام من الإعياء الشديد.

## العلاج
يشمل العلاج المعالجة التعويضية بالغلوبولين المناعي، التي تعوض أنواع «آي جي» الفرعية المفتقدة. يخضع المريض إلى هذا العلاج على فترات متكررة من حياته، ويُعتقد أن له دور مساعد في انخفاض العدوى البكتيرية وتعزيز الوظيفة المناعية. قبل بدء المعالجة، تُختبر البلازما المتبرعة لكشف العوامل الممرضة المعروفة المنقولة بالدم، ثم تُجمع وتُعالج لاستخلاص عينات «آي جي جي» المركزة. يمكن إعطاء دفعات التسريب في ثلاثة أشكال مختلفة: في الوريد (آي في آي جي)، وتحت الجلد (إس سي آي جي) وفي العضل (آي إم آي جي).
يستلزم الإعطاء الوريدي للغلوبولينات المناعية إدخال قنية أو إبرة في الوريد، عادةً في الذراعين أو اليدين. نظرًا إلى استخدام المنتج عالي التركيز، تُعطى دفعات تسريب «آي في آي جي» كل 3 إلى 4 أسابيع. يحرر التسريب تحت الجلد ببطء «آي جي» تحت الجلد باستخدام الإبر كل أسبوع. لا يُستخدم التسريب العضلي بعد الآن على نطاق واسع، إذ قد تكون مؤلمة ومن المرجح حدوث ردود فعل.
غالبًا ما يعاني المصابون من آثار جانبية ضارة ناتجة عن تسريب الغلوبولين المناعي، بما في ذلك:
- تورم في موقع الحقن (شائع في إس سي آي جي)
- القشعريرة
- الصداع
- الغثيان (شائع في آي في آي جي)
- الإنهاك (شائع في آي في آي جي)
- آلام العضلات والمفاصل
- الحمى (شائعة في آي في آي جي ونادرة في إس سي آي جي)
- الشرى (نادر)
- الأحداث الخثارية (نادرة)
- التهاب السحايا العقيم (نادر، أكثر شيوعًا لدى المصابين بمرض «إس إل إي»)
- الصدمة التأقية (نادر جدًا)

بالإضافة إلى المعالجة التعويضية بالغلوبولينات المناعية، قد يشمل العلاج أيضًا مثبطات المناعة، من أجل التحكم بأعراض المناعة الذاتية للمرض، إلى جانب الجرعات العالية من الستيروئيدات مثل الكورتيكوستيروئيدات. في بعض الحالات، تُستخدم المضادات الحيوية في محاربة المرض الرئوي المزمن الناتج عن «سي في آي دي». تختلف التوقعات بين المصابين للغاية اعتمادًا على مستوى تلف الرئة والأعضاء الأخرى قبل التشخيص والعلاج.

## نبذة تاريخية
وصف تشارلز جانواي الأب أول وصف لحالة «سي في آي دي» في عام 1953. شملت الحالة مريضًا يبلغ 39 عام من العمر ويعاني من العدوى المتكررة، وتوسع القصبات والتهاب السحايا. على الرغم من وصف المرض في عام 1953، لم يوضع تعريف قياسي له حتى تسعينيات القرن الماضي، ما أدى إلى ارتباك واسع النطاق أثناء التشخيص. خلال تسعينيات القرن العشرين، طورت الجمعية الأوروبية لنقص المناعة (إي إس آي دي) ومجموعة الدول الأمريكية لنقص المناعة (بّي إيه جي آي دي) معايير تشخيصية للمرض، بما في ذلك الحد الأدنى لعمر التشخيص والحاجة إلى استبعاد الحالات الأخرى، من أجل وصف المرض. نُشرت هذه المعايير في عام 1999، وعُدلت بعض جوانبها منذ ذلك الحين، مثل رفع الحد الأدنى لعمر التشخيص.